# Templu budist
Un templu budist este un loc pentru practica religioasă budistă, unde sunt adunate așa-numitele Trei Pietre prețioase în care budiștii caută mântuirea, Buddha, Dharma și Sangha. Structura sa variază de la o regiune la alta, făcându-l parte nu numai a clădirii în sine, ci și a terenului înconjurător. În centru se află altarul (o stupa sau o statuie a lui Buddha, Budarupa). Templele sunt adesea folosite ca mănăstiri de către călugării budiști.